# رالف دبليو. جيرارد
رالف دبليو. جيرارد (بالإنجليزية: Ralph W. Gerard)‏ هو عالم أعصاب أمريكي، ولد في 7 أكتوبر 1900 في هارفي في الولايات المتحدة، وتوفي في 17 فبراير 1974 في الولايات المتحدة.